# Троицкое (Сумская область)
Троицкое (укр. Троїцьке) — село,
Великоберезковский сельский совет,
Середино-Будский район,
Сумская область,
Украина.
Код КОАТУУ — 5924480405. Население по переписи 2001 года составляло 35 человек .

## Географическое положение
Село Троицкое находится на берегу реки Знобовка, между её двумя руслами, 
выше по течению на расстоянии в 1,5 км расположено село Великая Березка,
ниже по течению примыкает село Новый Свет,
на противоположном берегу — село Ясная Поляна.

## История
Троицкое было основано в конце ХІХ – начале XX века переселенцами из окрестных населённых пунктов. Со дня основания оно было небольшим населённым пунктом и в 1923 году насчитывало 5 дворов, в которых проживало 45 жителей, в 1926 году – 15 дворов и 90 жителей, в 1940 году – 14 дворов, в 1976 году – 30 дворов, в 1989 году – 36 жителей, в 2001 году – 34 жителя, а 1.01.2008 года – 8 дворов и 21 жителя.
Большинство домов троицких жителей были построены в один ряд над обрывистым береговым склоном Знобовки, который более чем на 10 метров возвышается над уровнем реки. По преданию, в старину в этих местах водилось много рыбы, и пудового карпа можно было поймать руками.